# Demo (demo King Diamond)
Demo – pierwszy materiał demo duńskiego zespołu heavymetalowego King Diamond wydany w 1985 roku.

## Lista utworów
1. The Candle - 6:38
2. Haunted - 3:55
3. Dressed in White - 3:09
4. The Portrait - 4:54
5. Lurking in the Dark - 3:38
6. Shadow Night - 7:19

- Utwór Shadow Night jest nagraną na żywo, wczesną wersją utworu Nightmare z repertuaru Mercyful Fate, znaną również pod nazwą Devil's Daughter.